# بلو اسکای ایرلاینز

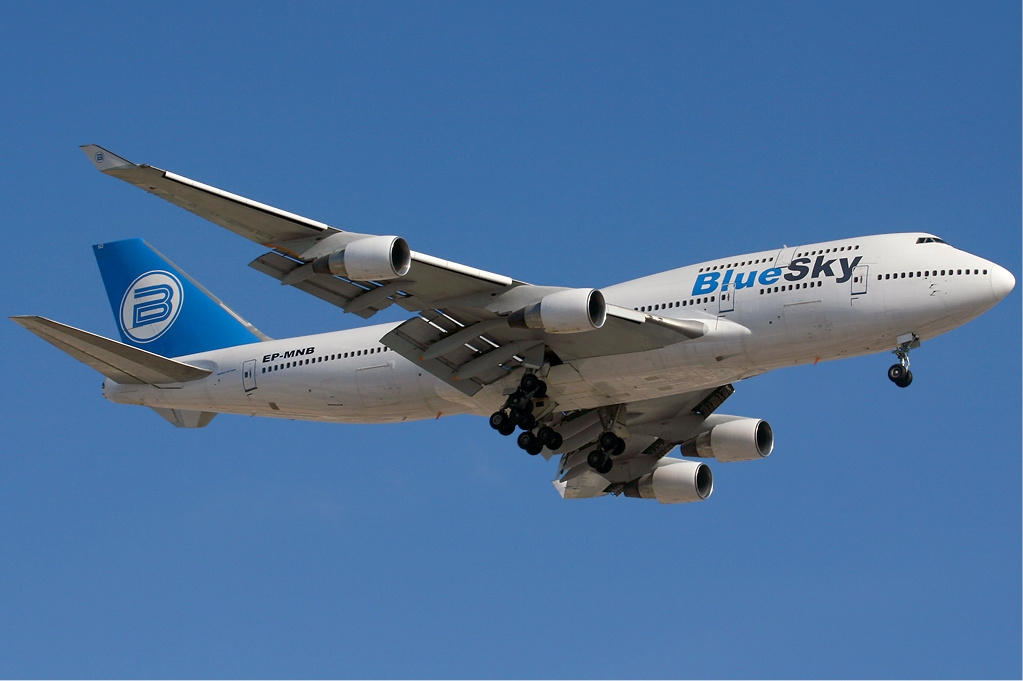

بلو اسکای ایرلاینز (انگلیسی: Blue Sky Airlines) یک شرکت هواپیمایی بود که در سال ۲۰۰۳ میلادی تأسیس شده دفتر مرکزی بلو اسکای ایرلاینز در ایروان، ارمنستان واقع شده‌بود و قطب این شرکت هواپیمایی در فرودگاه بین‌المللی زوارتنوتس قرار داشت این شرکت هواپیمایی در سال ۲۰۰۸ منحل شد.